# یواس‌اس کویاما (ای‌او-۳)
یواس‌اس کویاما (ای‌او-۳) (به انگلیسی: USS Cuyama (AO-3)) یک کشتی بود. این کشتی در سال ۱۹۱۶ ساخته شد.